# Виолета Минкова
Вижте пояснителната страница за други личности с името Минков.
Виолета Милчева Минкова е българска театрална актриса.

## Биография
Родена е в град Лом. Завършва ВИТИЗ в класа на проф. Желчо Мандаджиев. От 1956 година е в състава на Младежкия театър, а по-късно и до края на живота си играе в Народния театър „Иван Вазов“.
Сред известните ѝ роли са Мария Стюарт по Шилер, Нина от „Жени с минало“ по Димитър Димов, Инес Монтеро от „Почивка в Арко Ирис“ на Димитър Димов, Люся в „Последен срок“ по Валентин Распутин, Мария Обретенова в „Нощем с белите коне“ по Павел Вежинов. Снима се в киното и в телевизионния театър.
Носителка е на званието заслужил артист. Женена е за дипломата от кариерата Тодор Дичев. Умира на 30 септември 1992 година. През 1994 излиза биографичната книга на Севелина Гьорова „Триумф и трагедия на една актриса“, посветена на Виолета Минкова.

## Памет
На Виолета Минкова е наречена улица в квартал „Драгалевци“ в София (Карта).

## Награди и отличия
- Заслужил артист

## Театрални роли
- „Мария Стюарт“ (Шилер) – Мария Стюарт
- „Жени с минало“ (Димитър Димов) – Нина
- „Почивка в Арко Ирис“ (Димитър Димов) – Инес Монтеро
- „Последен срок“ (Валентин Распутин) – Люся
- „Нощем с белите коне“ (Павел Вежинов) – Мария Обретенова

ТВ театър
- „Бягството“ (1983) (Михаил Величков) - Надето
- „Опасният завой“ (1981) (Джон Пристли)
- „Ковачи на мълнии“ (1981) (Иван Пейчев)
- „Люлка на героя“ (1980) (Диас Гомес)
- „В деня на сватбата“ (1966) (Виктор Розов)

## Филмография
- Един ден на доктор Андронова (1987) – д-р Андронова
- Неспокоен път (1955) – Теменужка